# 1445 a tudományban
Az 1445. év a tudományban és a technikában.

## Események
- A Bodleian Library (Bibliotheca Bodleiana) alapítása. (Az Oxfordi Egyetem kutatókönyvtára nevét arról a Sir Thomas Bodleyről kapta, aki a 16-17.század fordulóján újjáépítette, egyben újjászervezte a könyvtárat.)[1]

## Születések
- Luca Pacioli matematikus († 1514).
- október 3. – Al-Szujúti középkori egyiptomi arab történetíró, teológus, nyelvtudós († 1505)
- Jan z Głogowa (latinul: Johannes Glogoviensis (wd)) lengyel filozófus, asztronómus, földrajztudós, a Krakkói Egyetem tanára (1445 körül született, † 1507)